# Закон трьох стадій

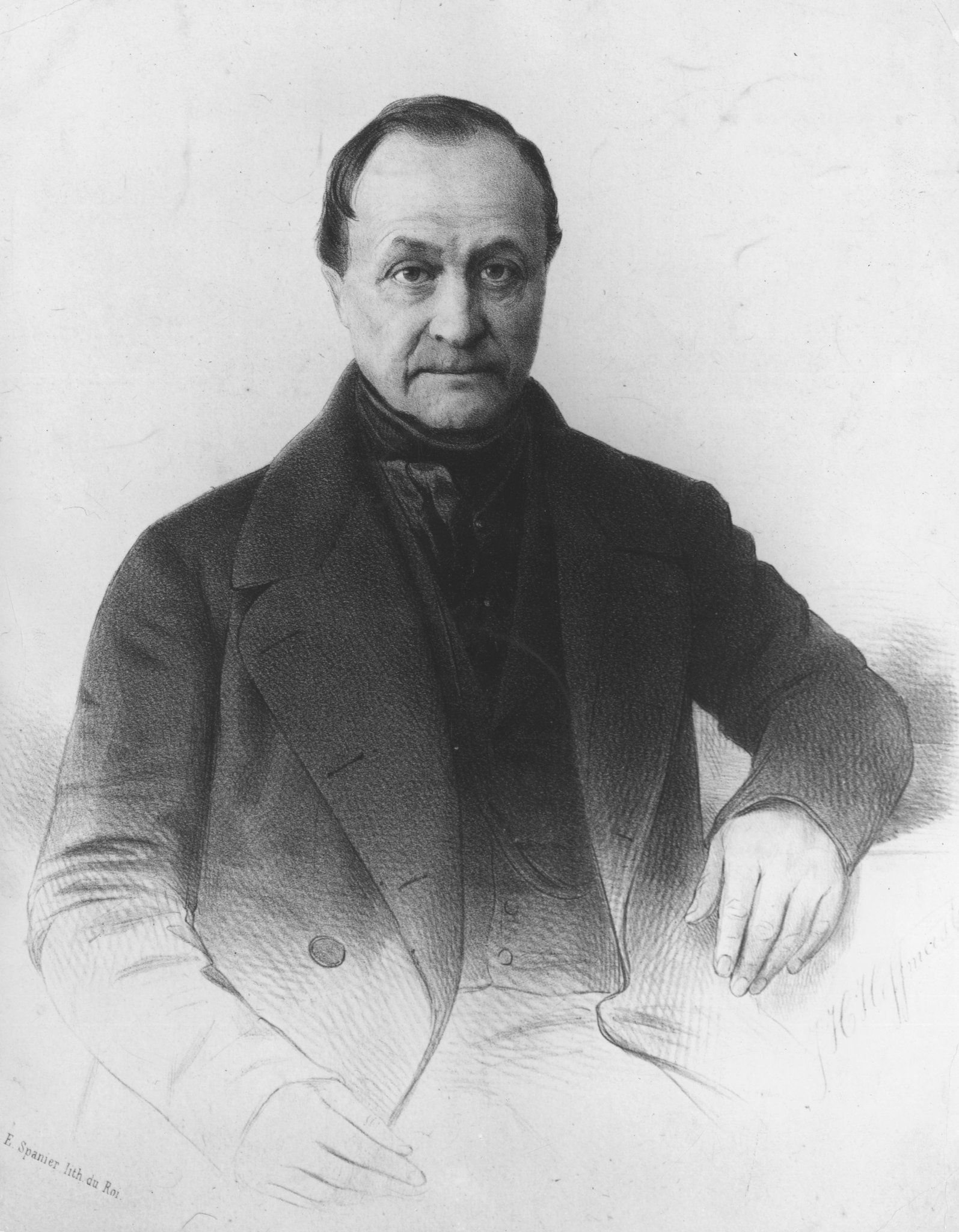
Оґюст Конт

Зако́н трьох ста́дій — цей закон був сформованим Оґюстом Контом, за допомогою якого можна охарактеризувати основні етапи прогресу людського розуму: теологічну, метафізичну та позитивну.

## Виникнення закону трьох стадій
В 1842 році О. Конт випустив шостий том «Курс позитивної філософії», де опублікував закон трьох стадій. Він вважав, що це основний закон за допомогою якого можна розглянути розвиток людського інтелекту в історії людства.

### Теологічна стадія
Теологічна або фіктивна стадія (до 1300 року) — в цей період панує релігійний світогляд. О. Конт поділив цю стадію на три періоди:
фетишизм, політеїзм і монотеїзм. Ця стадія базується на релігійних уявленнях. О. Конт вважав, що цей етап є необхідним в розвитку людства.

### Метафізична стадія
Метафізична або абстрактна стадія (з 1300 до 1800 рр.) — ця стадія характеризується поступовим руйнуванням теологічного періоду. Відбувся перехід від надприродних сил до абстрактних. Перехід від теології до науки.

### Позитивна стадія
Позитивна або наукова стадія (з 1800 року) — це нова стадія, яка характеризується повним переходом до науки. Вчені стають головними в житті людства. Суспільство спирається на закони та емпіричні дослідження. Завдяки науці людство відкриває для себе реальність.